# الهرشة السابعة (مسلسل)
الهرشة السابعة مسلسل مصري درامي إنتاج عام 2023 من إنتاج إي بروديوسر

## قصة العمل
تدور أحداث مسلسل "الهرشة السابعة" بشكل اجتماعي ممزوج بين التّشويق والإثارة، ويناقش خلال 15 حلقة المشكلات بين الأزواج والزّوجات، بالأخصّ بعد السنة السابعة من الزّواج.
يناقش المسلسل قضايا “حاضرة” في كثير من البيوت، بحوارات تتشابه مع حوارات الأزواج اليوميّة؛ تصل إلى حدّ الخصام، لتعود في نهاية المطاف إلى التّراضي المعتاد.

## فكرة عن المسلسل
المسلسل ترجمة فنّيّة لظاهرة نفسيّة تدعى: هرشة السّنة السّابعة (بالانجليزيّة: The seven year itch)، الّتي يعرّفها علماء النّفس بأنّها نظريّة تفيد بأنّ الطّلاق أو الانفصال يصبح نتيجة حتميّة لا مفرّ منها بعد مرور 7 أعوام على الزّواج، وذلك وفق دراسات بحثيّة قاموا بها على مدار سنوات، ويأتي هذا العمل التّلفزيونيّ ليناقش حقيقة هذه الدّراسات، بعد أن كانت هناك تجربة في السّينما العالميّة عالجت القضيّة ذاتها عام 1955م، في فيلم يحمل العنوان ذاته، لعبت فيه مارلين مونرو دور البطولة.
تلعب أمينة خليل؛ دور الزوجة المصرية التي تحمل هم العائلة على كتفيها وتريد مستقبلاً جميلاً لأطفالها، وكذلك ما تزال تبحث عن الحبّ والاهتمام من زوجها وتريد التّقدير في الحصول على العمل والبحث عن هويتها، لكنّها شخص صارم صاحب أحكام مُسبَقة، ما يجعل النّاس ينفرون من أحكامها الكثيرة والصّعبة.
فيما يلعب محمّد شاهين دور زوجها آدم، الرجل المصري الذي يحاول أن يساير هذه الزوجة وأحكامها وعصبيتها واستفزازها بأن ينهي المشكلة بعيداً عن الحلّ الحقيقي؛ أي أنه وجد نفسه كأي رجل يواجه الكثير من المشكلات الزوجية فيهرب منها بالعمل والخروج مع الأصدقاء والدخول إلى البيت بلبس وجه الرّجل العابس.

## الممثلون
أمينة خليل
```
(نادين)
```

محمد شاهين
```
(آدم)
```

علي قاسم
```
(شريف)
```

أسماء جلال
```
(سلمى)
```

محمد محمود
```
(إبراهيم)
```

عايدة رياض
```
(هناء)
```

أحمد كمال
```
(هلال)
```

حنان سليمان
```
(فيفي)
```

عماد رشاد
```
(الدكتور حسين)
```

رويا هاشمي
```
(جوليا)
```

محمد كيلاني
```
(شادي)
```

ميريام جوهر
```
(ماجي)
```

يارا عزمي
```
(داليا)
```

محمد الألفي
```
(يوسف)
```

محمد النجار
```
(عمر)
```

نورا الفولي
```
(ملك)
```

يارا الجابري
```
(ليلي)
```

محمد ممدوح
```
(السباك)
```

ماجد الكدواني
```
(ضيف شرف - شخصيته الحقيقية)
```

## وصلات خارجية
- الهرشة السابعة على موقع IMDb (الإنجليزية)
- الهرشة السابعة على موقع قاعدة بيانات الأفلام العربية
- الهرشة السابعة على موقع قاعدة بيانات الفيلم (الإنجليزية)